# Дорожные войска
Доро́жные войска́ (ДВ) — специальные войска в составе Вооружённых Сил государства, предназначенные для выполнения задач дорожного обеспечения, то есть для подготовки, строительства, восстановления, ремонта и эксплуатации автомобильных дорог (АД) и мостов в оперативном тылу, организации и несения на них дорожно-комендантской службы (ДКС).
Дорожные войска состоят из органов управления, дорожно-комендантских, дорожно-строительных, мостостроительных, лесозаготовительных и других соединений, частей, подразделений, заведений, предприятий и учреждений. ДВ оснащены техническими средствами для подготовки, строительства, восстановления, ремонта и эксплуатации АД, восстановления разрушенных участков автомобильных дорог и мостов на них, а также специальным оборудованием и имуществом для обеспечения движения. В мирное время дорожные войска привлекаются к строительству и восстановлению автомобильных дорог, мостов через крупные водные преграды, защите, охране и обороне дорожных объектов, а также для ликвидации последствий чрезвычайных ситуаций. В некоторых государствах называются транспортными войсками (ТрВ) (транспортный корпус (трк)).

## История
Ещё в древних походах войска вынуждены были выполнять дорожные работы, строить мосты и наводить переправы. При подготовке к походу на Новгород в 1014 году князь Владимир Святославович приказал «теребить путь и мостить мосты». Для этого специально готовились и высылались вперед сборные отряды, в состав которых входили мастеровые по строительству дорог и мостовым работам.
В вооружённых силах других государств дорожные войска зародились перед Первой мировой войной и в годы войны (1914—1918) получили опыт боевого применения.
Перед началом Второй мировой войны в ряде капиталистических государств была представлена главным образом подразделениями в инженерных войсках.

## Дорожные войска ВС России
Профессиональный праздник в России — 23 сентября — День военных дорожников, день создания пяти пионерных рот и конной команды для выполнения военно-дорожных работ в интересах действующей армии во время Отечественной войны 11 сентября (23 сентября по новому стилю) 1812 года, согласно приказу Главнокомандующего войсками князя фельдмаршала Кутузова. Этим приказом было положено начало созданию дорожной службы как отдельной структуры в Вооружённых Силах России.
Во время Великой Отечественной войны Дорожными войсками ВС Союза ССР было восстановлено, отремонтировано и построено около 100 000 километров автомобильных дорог, свыше 1 000 000 погонных метров мостов, заготовлено и подвезено для строительства дорог свыше 20 000 000 кубических метров песка и камня. Общая протяжённость военно-автомобильных дорог содержавшихся дорожными войсками, составляла 359 000 километров. За образцовое выполнение заданий командования 59 частей дорожных войск были награждены орденами, 27 из них получили почётные наименования, свыше 21 000 воинов были награждены орденами и медалями.
Дорожными войсками при реконструкции и строительстве АД «Иркутск — Чита» (1970—1981 года) на участке река Блудная — Черемхово ряд больших выемок был разработан с помощью мощных направленных взрывов с закладкой до 400 тонн взрывчатых веществ на один взрыв.[3]

## Дорожные войска других государств

### Белоруссия
11 мая 2006 года президент Республики Беларусь Александр Лукашенко подписал Указ № 312 «О некоторых мерах по совершенствованию транспортного обеспечения Вооруженных Сил, других войск и воинских формирований Республики Беларусь». Документ был принят в целях создания единой системы транспортного обеспечения Вооруженных Сил, других войск и воинских формирований Беларуси, предусмотренного Планом строительства и развития Вооруженных Сил на 2006—2010 годы. Согласно Указу на базе существующих железнодорожных, автомобильных и дорожных войск создаются транспортные войска (ТрВ) Белоруссии, которые являются специальными войсками и предназначены для транспортного обеспечения воинских формирований Белоруссии. Соответственно на базе Департамента железнодорожных войск и структурного подразделения Министерства обороны, ведающего вопросами военных сообщений, автомобильных и дорожных войск, создается орган военного управления транспортных войск — Департамент транспортного обеспечения Министерства обороны. В положениях, утверждённых Указом, определены задачи и организационные основы деятельности транспортных войск, задачи и функции Департамента транспортного обеспечения Министерства обороны. В частности, на транспортные войска возлагаются такие основные задачи, как техническое прикрытие, восстановление, повышение живучести и пропускной способности железных и автомобильных дорог в районах ведения боевых действий, обеспечение воинских перевозок железнодорожным, автомобильным, воздушным транспортом. Основными задачами Департамента транспортного обеспечения являются управление транспортными войсками, поддержание их в постоянной боевой и мобилизационной готовности, организация транспортного обеспечения Вооруженных Сил, других воинских формирований. Предусмотрено, что по вопросам технического прикрытия железных и автомобильных дорог данный Департамент осуществляет координацию деятельности организаций железнодорожного и автомобильного транспорта (Белорусской железной дороги и др.). Общее руководство транспортными войсками будет осуществлять Министр обороны, а непосредственное — начальник Департамента транспортного обеспечения, назначаемый на должность президентом Республики Беларусь.

#### Состав
- 36-я дорожно-мостовая бригада (36 дмбр)[3] (кадр 36-й дорожно-комендантской бригады[4]) (гарнизон Лапичи[уточнить], Осиповичи);
- 2123-я база хранения дорожной техники и имущества (2123 БХДТИ)[4];
- 302-я отдельная железнодорожная бригада[3] (гарнизон Слуцк);
  - 71-й путевой железнодорожный батальон;
  - 259-й мобильно-восстановительный железнодорожный батальон;
  - Школа подготовки младших специалистов ЖДВ, сформирована в 1992 году на базе отдельной учебной дорожной бригады (оудбр) ЦДСУ МО СССР, сформированной в 1988 году на базе частей 29-й танковой дивизии;
- 30-я отдельная Краснознамённая железнодорожная бригада[3] (гарнизон Жодино);
  - 77-й отдельный Краснознамённый мостовой железнодорожный батальон[3];
  - 74-й мостовой железнодорожный батальон;
  - 174-й механизированный железнодорожный батальон;
  - 212-й ремонтный железнодорожный батальон;
- 28-я железнодорожная бригада (гарнизон Жлобин);
- 899-я база материально-технического обеспечения ЖДВ;

### США

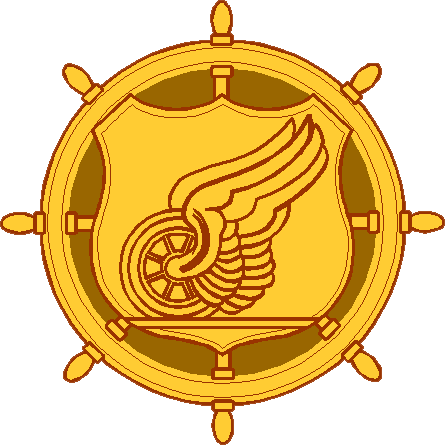
Эмблема Транспортного корпуса США

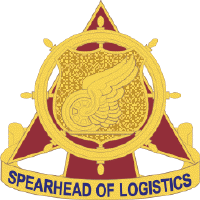
Эмблема Транспортного корпуса США

Транспортный корпус США (англ. United States Army Transportation Corps (USATC)) — составная часть вооружённых сил США, ответственен за транспортировку военнослужащих, техники и ресурсов по воздуху, суше (железнодорожным путям, автомобильным дорогам) и по воде (океаны, моря, реки).